# Serra de la Cova Fumada
|  | No s'ha de confondre amb La Cova Fumada. |

La Serra de la Cova Fumada és una serra situada al municipi d'Olivella (Garraf), amb una elevació màxima de 267 metres.